# Asplenium × mixtum
Asplenium × mixtum là một loài dương xỉ trong họ Aspleniaceae. Loài này được Maxon mô tả khoa học đầu tiên năm 1938.
Danh pháp khoa học của loài này chưa được làm sáng tỏ. 